# San Francisco 49ers 1987
La stagione 1987 dei San Francisco 49ers è stata la 38ª della franchigia nella National Football League. La squadra terminò col miglior record della conference nella stagione accorciata di una gara per uno sciopero dei giocatori ma fu eliminata a sorpresa nel primo turno di playoff dai Minnesota Vikings. Tre gare della stagione furono disputate da giocatori di riserva. Jerry Rice, in sole 12 partite, stabilì il record NFL con 22 touchdown su ricezione segnati che resistette per vent'anni.

## Partite

### Stagione regolare
| Turno | Data              | Avversario              | Risultato  | Pubblico |
| ----- | ----------------- | ----------------------- | ---------- | -------- |
| 1     | 13/9/1987         | at Pittsburgh Steelers  | S 17–30    | 55,735   |
| 2     | 20/9/1987         | at Cincinnati Bengals   | V 27–26    | 53,498   |
| –     | 27/9/1987         | Philadelphia Eagles     | Cancellata |          |
| 3     | 5/10/1987 (Lun.)  | at New York Giants      | V 41–21    | 16,471   |
| 4     | 11/10/1987        | at Atlanta Falcons      | V 25–17    | 8,684    |
| 5     | 18/10/1987        | St. Louis Cardinals     | V 34–28    | 38,094   |
| 6     | 25/10/1987        | at New Orleans Saints   | V 24–22    | 60,497   |
| 7     | 1/11/1987         | at Los Angeles Rams     | V 31–10    | 55,328   |
| 8     | 8/11/1987         | Houston Oilers          | V 27–20    | 59,740   |
| 9     | 15/11/1987        | New Orleans Saints      | S 24–26    | 60,436   |
| 10    | 22/11/1987        | at Tampa Bay Buccaneers | V 24–10    | 63,211   |
| 11    | 29/11/1987        | Cleveland Browns        | V 38–24    | 60,248   |
| 12    | 6/12/1987         | at Green Bay Packers    | V 23–12    | 51,118   |
| 13    | 14/12/1987 (Lun.) | Chicago Bears           | V 41–0     | 63,509   |
| 14    | 20/12/1987        | Atlanta Falcons         | V 35–7     | 54,698   |
| 15    | 27/12/1987        | Los Angeles Rams        | V 48–0     | 57,950   |

### Playoff
| Turno      | Data     | Avversario            | Risultato |
| ---------- | -------- | --------------------- | --------- |
| Divisional | 9/1/1988 | vs. Minnesota Vikings | S 24-36   |

## Premi
- Jerry Rice:

giocatore offensivo dell'anno